# Rifle (Colorado)
Rifle è un centro abitato (city) degli Stati Uniti d'America, situato nella contea di Garfield dello Stato del Colorado. Nel censimento del 2000 la popolazione era di 6.784 abitanti.

## Geografia fisica
Secondo i rilevamenti dell'United States Census Bureau, Rifle si estende su una superficie di 11,2 km².